# L'Imagier du Mont-Saint-Michel
L'Imagier du Mont-Saint-Michel est un film muet français réalisé par Louis Feuillade, sorti en 1909.

## Distribution
- Charles Lorin
- Renée Carl